# 고래와 창녀
《고래와 창녀》(La Puta Y La Ballena, The Whore And The Whale)는 아르헨티나, 스페인에서 제작된 루이스 푸엔조 감독의 2004년 드라마 영화이다. 레오나르도 스바라글리아 등이 주연으로 출연하였고 루이스 푸엔조 등이 제작에 참여하였다.

## 출연

### 주연
- 레오나르도 스바라글리아
- 아이타나 산체스 지욘

### 조연
- 펩 무네
- 메세 로렌스
- 마틴 캘로니
- 폼페요 아우디베르트

## 기타
- 의상: 소니아 그랜드